# Çaxırlı (Imishli)
Çaxırlı è un comune dell'Azerbaigian situato nel distretto di İmişli. Conta una popolazione di 1 550 abitanti.